# Легат породице Бешевић
Легат породице Бешевић је репрезентативна збирка материјалних и културних добара коју чине предмети, уметничке слике, намештај и библиотека породице Бешевић, а коју је формирала Вукица Бешевић, на иницијативу песникиње Мирјане Булатовић. Легат је доступан јавности у оквиру Музеја српске књижевности, Музеја књиге и путовања и Библиотеке Лазић на Бањици у Београду.

## О породици Бешевић
По пореклу православна свештеничка породица из села Баљци код Дрниша, Бешевићи су током генерација живели у завичајној Далмацији, Срему, а потом и Београду. Први истакнути члан породице био је Стеван Бешевић (1868 – 1942), књижевник, новинар, адвокат и један од првих конструктора модела авиона. Са супругом Олгом имао је четворо деце - Николу, Петра, Милицу и Вукосаву. Никола (1892 – 1970) и Милица Бешевић (1896 – 1941) били су академски сликари, а школовали су се на Уметничко-занатској школи у Београду. Милица је учила у атељеу сликара Уроша Предића, где је њена сестра Вукосава била модел, а Никола је дипломирао и на Ликовној академији у Риму (Accademia di Belle Arti di Roma). Обоје су имали изложбе и ван тадашње Југославије.
Стеван Бешевић и Никола учествовали су у Првом светском рату и преживели повлачење српске војске кроз Албанију. Почетком Другог светског рата, Милица и Олга трагично су погинуле током бомбардовања Београда, а Стеван је тешко рањен и неколико месеци касније преминуо је од последица повреда.
Породично стабло тако наставља Никола, који је са пијанисткињом Алисом Бешевић имао четворо деце - Ива, Иванку и, по родитељима, Стевана и Олгу. Проф. др Иво Бешевић (1921 – 2009) био је истакнути дечји хирург, а Иванка Бешевић-Борели (1924 – 2013) била је новинарка Политике. Иво је био у браку са Вукицом Бешевић (1937 – 2020), која је на иницијативу Мирјане Булатовић основала породични легат у Удружењу „Адлигат”.

## О легату
Легат породице Бешевић чине предмети и библиотека Стевана Бешевића, велики број уметничких слика Николе Бешевића, али и неколико слика Милице Бешевић, затим намештај из стана Иве и Вукице Бешевић, велики број породичних фотографија и архивске грађе. У легату се налазе и етнографски предмети из Санџака из 18. и 19. века, као и штап краља Милана Обреновића са његовим монограмом, који је изложен у Соби краљице Наталије у Музеју српске књижевности.
Од значајних предмета, поред поменутог, издвајају се и радио из прве серије радио апарата увезених у Србију, као и путнички ковчег-шкриња из 19. века који је припадао Алиси Бешевић. Овај старински ковчег за пренос ствари, у коме је Алиса носила своју одећу када је бежала из Петрограда почетком Првог светског рата, претходно је био на Светској изложби у Паризу 1900. године, за коју је изграђена Ајфелова кула, и тада је проглашен најлепшим предметом у својој категорији. О овоме сведоче златни печати и натпис Grand Prix Paris 1900 („главна награда” на франц.) у унутрашњости ковчега.
У оквиру легата су уступљена и сва ауторска права на писана дела проф. др Иве Бешевића и Николе Бешевића. Такође, целокупна Колекција медицине Библиотеке Лазић носи име „Иво и Вукица Бешевић”.

## Радно време
Легат породице Бешевић отворен је за посетиоце у оквиру Музеја српске књижевности, Музеја књиге и путовања и Библиотеке Лазић на Бањици, четвртком, петком и суботом, уз претходно заказивање.

## Фото-галерија
- Путни ковчег Алисе Бешевић
- Златни печат и натпис Grand Prix Paris 1900 у унутрашњости ковчега
- Портрет Алисе Бешевић, Никола Бешевић, уље на платну, 1922.
- Аутопортрет Николе Бешевића, уље на платну
- Портрет Вуке Бешевић, Милица Бешевић, уље на платну
- Иво Бешевић као дечак, Милица Бешевић, уље на платну
- Портрет Вукице Бешевић, Никола Бешевић, уље на платну
- Поглед на Травник, Никола Бешевић, акварел.
- Стари град Талин, Никола Бешевић, акварел, 1928.
- Градска кућа у Талину, Никола Бешевић, акварел.
- Мотив из Палилуле, Никола Бешевић, уље на платну
- Посвета Драгослава Михаиловића Вукици Бешевић, роман „Голи оток", 1970.
- Посвета Добрице Ћосића Вукици и Иви Бешевић, роман „Време власти"
- Ћосићева посвета Вукици Бешевић (и Ивану), роман „Деобе", 1969.
- Ћосићева посвета Вукици Бешевић (и Ивану), роман „Време смрти", 1972.
- Ћосићева посвета Олги Бешевић, роман „Грешник", 1985.